# Sans toit ni loi
Sans toit ni loi (Brasil: Os Renegados , em inglês:  Vagabond) é um filme de drama francês de 1985 dirigido por Agnès Varda, com Sandrine Bonnaire. Conta a história de uma jovem vagabunda que perambula pela região vinícola de Languedoc-Roussillon em um inverno. O filme estreou no 42º Festival Internacional de Cinema de Veneza, onde conquistou o Leão de Ouro. Sans toit ni loi foi indicado a quatro prêmios César, com Bonnaire ganhando o de Melhor Atriz. Foi o 36º filme de maior bilheteria do ano, com um total de 1.080.143 ingressos na França.

## Trama
O filme começa com o corpo contorcido de uma jovem deitada em uma vala, coberta de gelo. A partir desta imagem, um entrevistador invisível (Varda) aponta a câmera para os últimos homens a vê-la e aquele que a encontrou. A ação então volta para a mulher, Mona, caminhando na beira da estrada, se escondendo da polícia e tentando pegar uma carona. Ao longo de sua jornada, ela se envolve com outros vagabundos, além de um trabalhador de um vinhedo da Tunísia, uma família de criadores de cabras, um professor de agronomia e uma empregada que inveja o que ela considera ser o estilo de vida bonito e apaixonado de Mona. Mona explica a um de seus companheiros temporários que já foi secretária em Paris, mas ficou insegura com a maneira como vivia, optando por vagar pelo país, livre de qualquer responsabilidade. Sua condição piora até que ela finalmente cai onde a encontramos pela primeira vez — em uma vala, congelada até a morte.

## Elenco
- Sandrine Bonnaire como Mona Bergeron
- Macha Méril como Mme Landier
- Yolande Moreau como Yolande
- Stéphane Freiss como Jean-Pierre
- Setti Ramdane como Assoun
- Francis Balchère como Polícial
- Jean-Louis Perletti como Polícial
- Urbain Causse como Fazendeiro
- Christophe Alcazar como Fazendeiro
- Joël Fosse como Paulo
- Patrick Schmit como motorista de caminhão
- Daniel Bos como trabalhador de demolição
- Katy Champaud como Garota na Bomba
- Raymond Roulle como Velho com fósforos
- Henri Fridlani como O Coveiro
- Patrick Sokol como jovem com sanduíche
- Pierre Imbert como mecânico

## Recepção critica
O filme foi aclamado pela crítica. O agregador de críticas Rotten Tomatoes relata que 100% dos 20 críticos deram ao filme uma crítica positiva, com uma classificação média de 8,8/10.

## Estilo
Sans toit ni loi combina cenas narrativas diretas, nas quais vemos Mona vivendo sua vida, com sequências pseudodocumentais em que pessoas que conheceram Mona se voltam para a câmera e dizem o que lembram dela. Às vezes, eventos significativos não são exibidos, de modo que o espectador deve juntar as informações para obter uma imagem completa.
Foi filmado nos departamentos de Gard, Hérault e Bouches-du-Rhône.

## O título
O título original em francês, Sans toit ni loi (Sem abrigo nem lei), é uma brincadeira com um idioma francês comum, "sans foi ni loi", que significa "sem fé nem lei". Também trocadilhos com sans toi ("sem você").

## Prêmios e indicações
| Prêmio                                                     | Categoria                  | Nome              | Resultado |
| ---------------------------------------------------------- | -------------------------- | ----------------- | --------- |
| Prêmios César                                              | Melhor Filme               | Agnès Varda       | Indicado  |
| Prêmios César                                              | Melhor Diretor             | Agnès Varda       | Indicado  |
| Prêmios César                                              | Melhor atriz               | Sandrine Bonnaire | Venceu    |
| Prêmios César                                              | Melhor atriz coadjuvante   | Macha Méril       | Indicado  |
| Sindicato Francês de Críticos de Cinema                    | Melhor Filme               | Agnès Varda       | Venceu    |
| Prêmios da Associação de Críticos de Cinema de Los Angeles | Melhor Filme Estrangeiro   | Agnès Varda       | Venceu    |
| Prêmios da Associação de Críticos de Cinema de Los Angeles | Melhor atriz               | Sandrine Bonnaire | Venceu    |
| Prêmios da Sociedade Nacional de Críticos de Cinema        | Melhor atriz               | Sandrine Bonnaire | Indicado  |
| New York Film Critics Circle Awards                        | Melhor Filme Estrangeiro   | Agnès Varda       | Indicado  |
| Prêmios Sant Jordi                                         | Melhor Atriz Estrangeira   | Sandrine Bonnaire | Venceu    |
| Festival de Cinema de Veneza                               | Leão dourado               | Agnès Varda       | Venceu    |
| Festival de Cinema de Veneza                               | Copa Volpi de Melhor Atriz | Sandrine Bonnaire | —         |
| Festival de Cinema de Veneza                               | Prêmio FIPRESCI            | Agnès Varda       | Venceu    |
| Festival de Cinema de Veneza                               | Prêmio OCIC                | Agnès Varda       | Venceu    |